# Clubiona pruvotae
Clubiona pruvotae là một loài nhện trong họ Clubionidae.
Loài này thuộc chi Clubiona. Clubiona pruvotae được Lucien Berland miêu tả năm 1930.